# Abraham Levi
Abraham Joseph Levi (Assen, 30 juli 1910 - Brussel (België), 31 oktober 1944) was een joodse Engelandvaarder. Hij was een broer van Henri Levi. Abraham gebruikte als schuilnaam M. Rodrigues.
In 1937 trouwde hij met Greta Cato Mendels (1910-2002), die als verpleegster in Amsterdam voor het Rode Kruis werkte. Op de huwelijksakte werd de achternaam van Abraham Levie gespeld als Levi, waarna ze met die naam verder leefden. Ze gingen in Assen wonen. Greta was de eerste vrouwelijke Engelandvaarder.

## Engelandvaart
Johannes Jacobus Jansen zorgde ervoor dat hij een groep mensen bij elkaar kreeg waarmee hij naar Engeland kon gaan. Tot de groep behoorden Gerardus van Asch, de voormalige sergeant Theo Daalhuyzen, Walrave van Krimpen, Ton Loontjens en het echtpaar Levi. Daarnaast ook twee lichtmatrozen, Jan Bastiaan en Adriaan van der Craats. Ze vertrokken met een motorvlet van de Zuid-Hollandsche Maatschappij tot Redding van Schipbreukelingen, die in de Berghaven van Hoek van Holland naast een kolenschip lag. Via de schipper van dat kolenschip hadden ze informatie ontvangen over het schema van de Duitse bewakers. 

Op zee ontdekten ze dat de bougies verwijderd waren, zodat de motor niet kon starten. Na lang zoeken bleek echter dat de bougies aan boord verstopt waren, zodat de motor hersteld kon worden. Iedereen werd zeeziek, en na de eerste dag was er geen drinkwater meer. Toen er mist kwam, verdwaalden ze. Toen ook de benzine opraakte, dobberden ze een tijd rond totdat er weer wind kwam. Toen maakten ze een zeiltje, waarmee ze na 68 uur op zondag 23 november, zwaaiend met drie Nederlandse vlaggen, bij Reculver (Isle of Thanet) in het graafschap Kent aan wal kwamen. Ze werden ontvangen door Charles Setterfield, inspecteur van de politie. De Engelandvaarders werden naar de Patriotic School doorgestuurd om door Oreste Pinto ondervraagd te worden. Daarna werden ze door koningin Wilhelmina uitgenodigd en ontvingen ze het Bronzen Kruis.
Na aankomst in Engeland werd Abraham Levi soldaat bij de Prinses Irene Brigade. Hij landde met de brigade op 14 augustus 1944 en raakte gewond in Broekhoven (Z.O. Tilburg). Hij overleed in Brussel aan de gevolgen van zijn verwondingen. Hij werd op de Begraafplaats Evere bij Brussel begraven.
Jansen werd spion en is een paar keer door een onderzeeër bij Petten afgezet en weer opgehaald.

## Na de oorlog
In 1937 trouwde Abraham Levi met Greta Cato, de dochter van Maurits Mendels en Rosa Meibergen. Abraham en Greta Levi woonden in Assen waar in 1940 een doodgeboren kindje ter wereld kwam. Greta keerde na de oorlog met haar twee jaar oude zoontje terug naar Nederland.